# Ева Луна
Ева Луна (шп. Eva Luna) америчка je теленовела, продукцијске куће Веневисион, снимана током 2010. и 2011.
У Србији је 2017. приказивана на локалним телевизијама.

## Синопсис
Ово је прича о љубави између успешног публицисте Данијела Виљануеве и лепе Еве Гонзалес. Ева упознаје Данијела и његовог најбољег пријатеља Леонарда на једном вашару, где је добила сезонски посао, како би помогла својој породици. Наредног дана, њен отац гине након што га удари ауто на улици, а возач бежи са места несреће. Ева се куне да ће пронаћи особу која је одговорна за смрт њеног оца, ни не слутећи да је то Леонардо, који је возио Данијелов ауто.
Са друге стране, Леонардо је очаран Евином лепотом и нуди јој посао - бринуће се о његовом болесном очуху, дон Хулију Арисмендију. Данијел, који је у вези са Леонардовом сестром Викторијом, постаје Евин заштитник у тренутку када се Леонардо опклади са њим тврдећи да ће за мање од месец дана одвести Еву у кревет. Не желећи то, Данијел се безнадежно заљубљује у лепу неговатељицу.
Међутим, одлучан у намери да Еву задржи само за себе, Леонардо ће је убедити да је Данијел крив за смрт њеног оца. Док ради у вили Арисмендијевих, Еву малтретирају Викторија и њена зла мајка, али ужива велику наклоност дон Хулија. Када старац исценира своју смрт, Ева одлази из куће и уз његову помоћ ствара нови идентитет.
Сада је манекенка Луна, за коју се испоставља да је наследница огромног богатства дон Хулија Арисмендија. Ева Луна ће сазнати да Данијел ипак није убица њеног оца, али мораће да се се бори са прорачунатом Викторијом за његову љубав, а ту је и Леонардо који чини све да загорча живот Данијелу...

## Ликови
- Ева (Бланка Сото) – Прелепу и фаталну Еву красе велико срце и доброта. Међутим, она ће ускоро осетити горак укус судбине када јој се у живот уплету мржња и завист. На први поглед се заљуби у Данијела, али због разних фактора Ева је одлучна да му не подари своје срце.
- Данијел (Гај Екер) – Шармантан и страствен Данијел успешан је човек и отац. Верен је за Викторију, али када сретне Еву бива зачаран њеном фаталном лепотом.
- Леонардо (Хулијан Хил) – Препреден и лукав манипулатор. Изразито привлачне вештине Леонардо је опседнут лепом Евом. У стању је да учини све како би испунио своју амбицију.
- Викторија (Ванеса Виљела) – Леонардова сестра и Данијелова вереница. Одувек жели моћ и богатство. Није навикла да губи у животу. Када јој Ева отме Данијела, Викторија се заклиње на освету.
- Марсела (Сусана Достамантес) – Леонардова и Викторијина мајка. Мисли само на углед породице и крије велике тајне од свог мужа Хулија. Када Ева постане власница модне куће "Арисменди", планира да је убије. На крају завршава спаљена у затвору.
- Дебора (Франсес Ондивела) – Алисијина и Евина мајка. Марселина пријатељица, чува њене тајне, Верује Марсели која ради против ње. Исмајилова бивша жена.
- Алисија (Софија Лама) – Евина млађа сестра. Заљубљена у Леонарда, али након што чује да је он убио њеног оца, окреће се Тонију који је већ годинама чека и воли.
- Хулио (Хорхе Лават) – Евин и Данијелов близак пријатељ. Леонардов очух, Викторијин биолошки отац и Марселин бивши муж.

## Улоге
| Глумац:                | Улога:                |
| ---------------------- | --------------------- |
| Бланка Сото            | Ева Гонзалес Ева Луна |
| Гај Екер               | Данијел Виљануева     |
| Хулијан Хил            | Леонардо Арисменди    |
| Ванеса Виљела          | Викторија Арисменди   |
| Сусана Достамантес     | Марсела Арисменди     |
| Хорхе Лават            | Хулио Арисменди       |
| Лупита Ферер           | Хуста Валдес          |
| Софија Лама            | Алисија Гонзалес      |
| Хари Гејтнер           | Франсиско Конти       |
| Франсес Ондивиела      | Дебора Алдана         |
| Алехандро Чабан        | Тони Сантана          |
| Грејдис Хил            | Клаудија              |
| Ана Силвети            | Рената Куерво         |
| Хосе Гиљермо Кортинес  | Бруно Ломбарди        |
| Франклин Вирхез        | Гаљо                  |
| Соња Ноеми             | Матилде               |
| Данијела Шмит          | Марисол               |
| Карлос Феро            | Карлос                |
| Габријела Борхес       | Лаурита Виљануева     |
| Раул Жакес             | дон Рикардо           |
| Летисија Моралес       | Џаки                  |
| Карлос Јустис          | Томас Рејес           |
| Алберто Салабери       | Ђорђо                 |
| Лис Колеандро          | Аурелија              |
| Сивија Присила Пералес | Лилијана Солис        |
| Беатриз Шантал         | Рита                  |
| Ванеса Лотеро          | Марија                |
| Кари Муса              | Росаура               |